# Britt Lower
Britney Leigh Lower (Heyworth, 2 agosto 1985) è un'attrice statunitense.
È principalmente conosciuta per il ruolo di Helly in Scissione, Liz in Man Seeking Woman e Tanya Sitkowsky in Unforgettable.

## Biografia
È nata a Heyworth, in Illinois, figlia di Steven Lower e di Mickey Lower. Dopo essersi diplomata alla Heyworth High School nel 2004, l'attrice ha conseguito una laurea in scienze della comunicazione presso la Northwestern University nel 2008.

### Carriera
Ha avuto un ruolo ricorrente nei panni dell'esperta di tecnologia Tanya Sitkowsky nella serie del 2011 Unforgettable.
Nel 2015, ha iniziato quello che è considerato il suo ruolo da protagonista nella serie comica Man Seeking Woman, interpretando Liz Greenberg, la sorella del protagonista.
Nel 2022 entra nel cast principale della serie drammatica psicologica Scissione di Apple TV+.

## Filmografia

### Attrice

#### Cinema
- Revenge for Jolly!, regia di Chadd Harbold (2012)
- The Letter, regia di Jay Anania (2012)
- Mutual Friends, regia di Matthew Watts (2013)
- Beside Still Waters, regia di Christopher Lowell (2013)
- The Shells, regia di Max Finneran (2015)
- Don't Worry Baby, regia di Julian Branciforte (2015)
- Those People, regia di Joey Kuhn (2015)
- Le sorelle perfette (Sisters), regia di Jason Moore (2015)
- Domain, regia di Nathaniel Atcheson (2016)
- Mr. Roosevelt, regia di Noël Wells (2017)
- Holly Slept Over, regia di Joshua Friedlander (2020)

#### Televisione
- Big Lake – serie TV, 7 episodi (2010)
- Betsy vs. New York – serie TV, 1 episodio (2011)
- Unforgettable – serie TV, 13 episodi (2011-2014)
- A Gifted Man – serie TV, 1 episodio (2012)
- Law & Order - Unità vittime speciali – serie TV, 1 episodio (2012)
- Window Dressing – serie TV, 3 episodi (2012)
- Next Caller – serie TV, 1 episodio (2012)
- Water with Lemon – serie TV, 2 episodi (2013-2014)
- Man Seeking Woman – serie TV, 30 episodi (2015-2017)
- Bad Internet – serie TV, 1 episodio (2016)
- Casual – serie TV, 7 episodi (2016)
- Wrecked – serie TV, 1 episodio (2017)
- Pillow Talk – serie TV, 4 episodi (2017)
- Ghosted – serie TV, 3 episodi (2017-2018)
- Future Man – serie TV, 5 episodi (2017-2019)
- The 5th Quarter – serie TV, 1 episodio (2018)
- WASP – serie TV, 1 episodio (2018)
- High Maintenance – serie TV, 4 episodi (2019)
- C'è sempre il sole a Philadelphia – serie TV, 1 episodio (2019)
- Until the Wedding, regia di Susannah Grant (2019) – film TV
- Scissione – serie TV, 19 episodi (2022-in corso)

#### Cortometraggi
- Imogen, regia di Matt Tomko (2008)
- Spark, regia di Bridget Savage Cole e Bajir Cannon (2010)
- Benny to Benny, regia di George Manatos (2011)
- The Worst, regia di Larry Cohen (2012)
- Roomie (2012)
- One Trick Dieter, regia di Zachary Kerschberg (2013)
- Re: Jess, regia di Talia Alberts (2014)
- How to Lose Weight in 4 Easy Steps, regia di Benjamin Berman (2016)
- Swell, regia di Bridget Savage Cole (2016)
- The Shadow Hours, regia di Kyle Higgins (2016)
- Faith, regia di Kymberly Harris (2018)
- Staycation, regia di Tim Wilkime (2018)
- A Civilized Life, regia di Victoria Keon-Cohen (2018)
- Circus Person, regia di Britt Lower (2020)
- Show Pony, regia di Meghan Lennox (2022)

### Regista

#### Cortometraggi
- Circus Person (2020)

### Doppiatrice
- NBA 2K21 (2020) – videogioco

## Riconoscimenti
- Hollywood Critics Association Television Awards
  - 2022 – Miglior attrice in una serie televisiva streaming drammatica per Scissione
- Saturn Award
  - 2022 – Candidatura per la miglior attrice in una serie televisiva streaming per Scissione

## Doppiatrici italiane
Nelle versioni in italiano delle opere in cui ha recitato, Britt Lower è stata doppiata da:
- Alessandra Cassioli in Unforgettable
- Gaia Bolognesi in Scissione